# TBN 1분뉴스
《TBN 1분뉴스》(TBN 1 MINUTE NEWS)는 TBN 한국교통방송에서 방송되었던 TBN의 단신 속보성 뉴스 프로그램이다.

## 개요
- 주요 뉴스의 속보성으로 신속하게 전하여 휴일에 방송된 TBN의 단신 속보성 뉴스 프로그램이다.
- 방송 상의 명칭은 1분뉴스정식 타이틀 명인 TBN 1분뉴스로 부른다.

## 역대 앵커
- TBN 아나운서